# 이호재 (배우)
이호재(1941년 5월 2일 ~ )는 대한민국의 배우이다. 연극 동기 전무송과 박웅과 동기다.

## 학력
- 휘문고등학교 1958년 3월 만 17세 입학 ~ 1961년 2월 만 20세 졸업
- 서울연극학교 졸업

## 생애
- 1962년 남산 드라마센터 부설 연극아카데미(현 서울연극학교) 1기생으로 입학해 연기자의 길을 걸었고, 당시 입학 동기로는 신구, 전무송이 있다.
- 졸업 후 월남전쟁에도 참전하였다.[1]
- 1963년 연극 《생쥐와 인간》으로 배우 데뷔를 하여, 2011년에 정부에서 주는 보관문화훈장을 받았다.[2]

## 작품 활동

### 영화
- 1992년 《이혼하지 않은 여자》
- 1992년 《화엄경》 ... 법운 역
- 1994년 《태백산맥》 ... 전 원장 역
- 1995년 《리허설》 ... 김명군 역
- 1997년 《아버지》 ... 남박사 역
- 1997년 《그는 나에게 지타를 아느냐고 물었다》 ... 낯선 사람 역
- 1999년 《세기말》 ... 천 역
- 2000년 《리베라 메》 ... 이인호 역
- 2002년 《예스터데이》 ... 경찰청장 역
- 2003년 《별》 ... 노의사 역
- 2003년 《런 투 유》 ... 이두용 회장 역
- 2007년 《경의선》 ... 민수 아버지 역
- 2008년 《어린왕자》 ... 한정태 역
- 2008년 《사랑과 전쟁 : 열두 번째 남자》
- 2010년 《파괴된 사나이》 ... 노신사 역
- 2015년 《검은 사제들》 ... 정신부 역
- 2018년 《국가부도의 날》 ... YS 역

### 드라마
- 1973년 MBC 《113 수사본부》 ... 각종 단역
- 1980년 TBC 《땅에 묻은 노래》
- 1980년 TBC 《그땅의 사람들》
- 1980년 MBC 《전원일기》 ... 각종 단역
- 1981년 MBC 《제1공화국》 ... 서상일 역
- 1981년 KBS1 《코리아 환상곡》
- 1983년 KBS1 《개국》 ... 배극렴 역
- 1983년 MBC 《추동궁 마마》 ... 정도전 역
- 1984년 KBS1 《독립문》 ... 이상재 역
- 1984년 KBS1 《객사》
- 1984년 MBC 《조선총독부》 ... 조선 고종 역
- 1984년 MBC 《그리워》
- 1985년 KBS1 《이산별곡》
- 1986년 KBS1 《열반제》 ... 초연거사 역
- 1987년 KBS1 《어느 방송인》
- 1987년 KBS1 《이화》 ... 흥선대원군 역
- 1987년 MBC 《갈 수 없는 나라》
- 1988년 KBS1 《역사를 찾아서》
- 1988년 KBS1 《조선백자 마리아상》
- 1989년 KBS2 《숲은 잠들지 않는다》
- 1990년 KBS1 《밤기차》
- 1990년 KBS2 《우리가 사랑하는 죄인》
- 1991년 MBC 《행복어사전》 ... 윤두명 역
- 1991년 SBS 《미늘》
- 1993년 MBC 《제3공화국》 ... 최영희,정일형 역
- 1995년 KBS1 《김구》 ... 이동휘 역
- 1996년 KBS1 《신세대 보고 - 어른들은 몰라요》
- 1999년 KBS2 《부부클리닉 사랑과 전쟁》 ... 조정위원 역
- 2000년 KBS2 《천둥소리》 ... 선조 역
- 2002년 MBC 《프렌즈》 ... 지훈의 아빠 역
- 2004년 KBS2 《미안하다, 사랑한다》 ... 민현석 역
- 2006년 MBC 《궁》 ... 공내관 역
- 2006년 KBS2 《일단 뛰어》 ... 노석중 역
- 2007년 MBC 《궁S》 ... 지신사 역
- 2008년 SBS 《달콤한 나의 도시》 ... 은수 아빠 역
- 2008년 MBC 《대한민국 변호사》 ... 최고수 역
- 2008년 KBS2 《그들이 사는 세상》 ... 중견배우 역
- 2008년 MBC 《돌아온 일지매》 ... 일지매의 생부 역
- 2009년 MBC 《탐나는도다》 ... 박철 (박규의 부친) 역
- 2010년 KBS2 《추노》 ... 유학자 역
- 2010년 MBC 《욕망의 불꽃》 ... 윤상훈 역
- 2011년 MBC 《내 마음이 들리니》 ... 태승호 역
- 2012년 tvN 《제3병원》 ... 최현욱 역
- 2013년 MBC 《MBC 드라마 페스티벌 - 햇빛 노인정의 기막힌 장례식》 ... 최옹식 역
- 2014년 KBS2 《골든크로스》 ... 김재갑 역
- 2015년 KBS1 《오! 할매》 ... 기찬 역
- 2015년 MBC 《밤을 걷는 선비》 ... 문조 역
- 2015년 MBC 《엄마》 ... 조회장 역
- 2016년 OCN 《38사기동대》 ... 최철우 역
- 2016년 SBS 《닥터스》 ... 홍두식 역
- 2016년 SBS 《푸른 바다의 전설》 ... 늙은 어부 / 진교수 역
- 2016년 JTBC 《솔로몬의 위증》 ... 정국재단 이사장 역
- 2017년 KBS2 《추리의 여왕》
- 2017년 tvN  《비밀의 숲》 ... 법무부 장관 영일재 역
- 2018년 KBS2 《인형의 집》 ... 은기태 회장 역
- 2018년 tvN 《미스터 션샤인》 ... 고사홍 역
- 2019년 KBS2 《하나뿐인 내편》 ... 송회장 역
- 2019년 tvN 《로맨스는 별책부록》 ... 강병준 역
- 2019년 KBS2 《퍼퓸》 ... 최장태 역
- 2019년 KBS2 《저스티스》 ... 서동석 역
- 2019년 KBS2 《조선로코 - 녹두전》 ... 돌 던진 노인 역
- 2021년 tvN 《갯마을 차차차》 ... 두식의 할아버지 역 (특별출연)
- 2021년 JTBC 《너를 닮은 사람》 ... 구광모 역
- 2022년 KBS1 《내 눈에 콩깍지》 ... 장훈 회장 역
- 2023년 JTBC 《신성한, 이혼》 ... 서창진 역

## 수상 경력 및 서훈
- 1972년 제8회 백상예술대상 연극부문 남자 신인연기상
- 1977년 제13회 백상예술대상 연극부문 남자 최우수연기상
- 1981년 제17회 백상예술대상 연극부문 남자 최우수연기상
- 1989년 제25회 백상예술대상 연극부문 남자 최우수연기상
- 1991년 제27회 백상예술대상 연극부문 남자 최우수연기상
- 2002년 서울시문화상 공연부문
- 2011년 보관문화훈장(3등급)